# Guillaume Boursin
Guillaume Boursin est un homme politique français né le 1er juillet 1755 à Mortain (Normandie) et décédé le 17 février 1800 à Paris (Seine).
Curé de Mortain au moment de la Révolution, il est élu député de la Manche au Conseil des Cinq-Cents le 25 vendémiaire an IV et siège jusqu'à son décès.

## Sources
- « Guillaume Boursin », dans Adolphe Robert et Gaston Cougny, Dictionnaire des parlementaires français, Edgar Bourloton, 1889-1891 [détail de l’édition]